# Sauvignon blanc

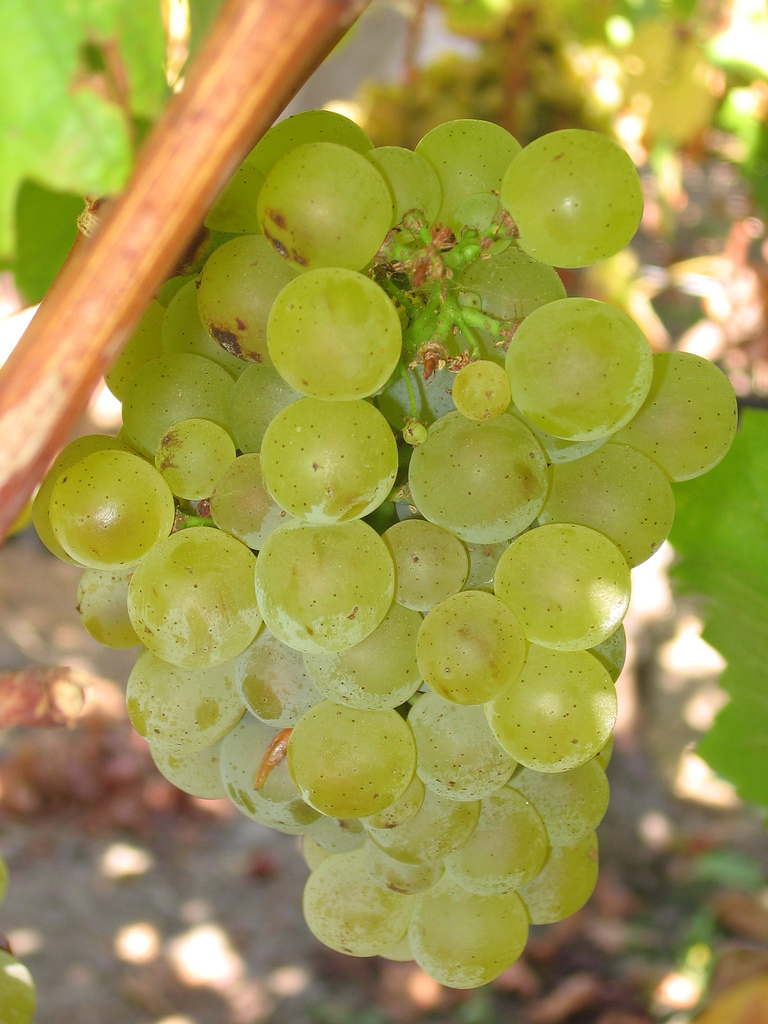

Sauvignon Blanc är en (oftast) lättigenkännlig grön druvsort av arten Vitis vinifera som odlas över hela världen i många vinregioner, det är troligen den mest populära gröna druvan efter Chardonnay. Speciellt lyckosam är druvan i viner från Loiredalen då den förekommer ensam i aromatiska viner från Sancerre och Pouilly-fumé i övre Loiredalen. I Bordeaux, används druvan, blandad med Sémillon, till att producera både söta och torra viner av hög klass, bland annat i Graves.
Sauvignon Blanc har en hög syra (i nivå med Riesling) och med en karaktäristisk aromatisk karaktär där vegetativa gröna aromer (nässlor, krusbär, fläder, gräs), svarta vinbärsblad, ”mineral” och t.o.m. kattkiss ”sticker ut” i arom- och smakprofilen.  Ofta, när det gäller framförallt s.k. ”nyavärldenviner”, även ihop med tropisk frukt såsom passions- och grapefrukt. Lättigenkännlig åtminstone om vinerna är oekade, annars är det lätt att blanda ihop dem med framförallt ekade Chardonnayer.

## Namn/synonymer
Synonymer:  (Frankrike) Blanc Fumé, Fié/Fiers, Fumé, Sauvignon Fumé;  (Kalifornien) Fumé Blanc;  (USA) Sauvignon Musque;  (Tyskland, Österrike) Muskat-Silvaner;  (Spanien) Sauvignon Blanca;  för att bara nämna några.
Dessutom finns det flera druvsorter som lätt kan misstas för att vara Sauvignon Blanc, bl.a. Sauvignonasse och Savagnin Blanc.

## Historia, Ursprung
Sauvignon Blanc är halvgammal druvsort med Loiredalen som det mest troliga ursprunget.  Första referensen på druvsorten är från 1534 (François Rabelais, ”La vie très horrifique du grand Gargantua père de Pantagruel”) och gäller just odlingar i Loiredalen, medan den första Bordeauxreferensen är från 1710-1720 gällande odlingar i Margaux.  Första referensen från östra Loire, Pouilly-sur-Loire, är från 1783-1784.
Detta [Loireursprunget] backas upp av DNA forskning där man visat att Sauvignon Blanc är en avkomma till Savagnin och därmed också halvsyskon till flera andra druvsorter såsom Chenin Blanc, Grüner Veltliner, Petit Manseng, Silvaner, m.fl. Savagnin är en druvsort som man visat troligtvis härrör från nordöstra Frankrike och som aldrig ”nämnts” i västra Frankrike. Man har även visat att Sauvignon Blanc tillsammans med Cabernet Franc är föräldrar till självaste Cabernet Sauvignon.
Både historiska referenser och det nära släktskapet med Savagnin och Chenin Blanc gör det alltså troligt att Sauvignon Blanc ”fötts” någonstans mittemellan. 
Alltså:
Savagnin x ”okänd” = Sauvignon Blanc

## Spridning
Sauvignon Blanc är världens 8:e mest odlade druvsort (den 3:e mest odlade gröna efter Airén och Chardonnay) med 110138 ha (2,4%) av världsarealen (2010). Frankrike står för en fjärdedel av världens odlingar (24,4%), följt av Nya Zeeland (14,7%), vilket inte är speciellt förvånande om man tittar på druvans historik och exempelvis på utbudet på Systembolaget. Därutöver följer länder såsom Chile, Sydafrika, Moldavien, USA och Australien.
I Frankrike odlas det mesta av druvan i Loiredalen (8884 ha, 30,0%), följt av Languedoc-Roussillon (8612 ha, 29,1%) och Bordeaux (7707 ha, 26,1%).  Detta dock för år 2013/14 då totala arealen Sauvignon Blanc var 29565 ha.  I Nya Zeeland så är Sauvignon Blanc den i särklass mest odlade druvsorten (20029 ha, 56,4%) med odlingarna koncentrerade kring Sydön och regionen Marlborourgh  (17725 ha).

## Doft och smak
Sauvignon Blanc viner karaktäriseras av hög syra, vegetativa gröna aromer (nässlor, krusbär, fläder, gräs, mm), tropisk frukt, svarta vinbärsblad, ”mineral” och t.o.m. kattkiss. ”Tropiskt” man brukar kunna känna är framförallt passions- och grapefrukt.  Sparris (både färsk och konserverad) är också en ofta förekommande karaktär. Vinerna är beroende på ursprung antingen oekade eller ekade, där ursprungen Loiredalen och Nya Zeeland oftast är oekade medan det i Bordeaux, Italien, USA och Australien förekommer både och.
”Förväxlingsdruvor”, dvs druvor som man lätt förväxlar, med Sauvignon Blanc är Riesling och Chardonnay. Detta dels då Riesling och oekad Chardonnay båda kan gå mot fläder, och dels då ekad Sauvignon Blanc och ekad Chardonnay kan vara lika då mycket av Sauvignon Blancs druvkaraktäristik döljs av eken.